# Хорезмский диалект узбекского языка
Хоре́змский или огу́зский диале́кт узбе́кского языка́ (огу́зское наре́чие узбе́кского языка́; узб. Xorazm shevasi, Oʻgʻuz shevasi) — группа говоров узбекского языка, распространённых в Узбекистане и Туркменистане.

## Тюркский язык Хорезма в раннем средневековье
Хорезмийский учёный Абу Рейхан Бируни (973 — 1048) в произведении «Памятники минувших поколений» приводит сведения о древних тюрках Хорезма: «Они (жители Хорезма) считали годы от начала заселения (своей страны), которое произошло за 980 лет до Александра, а потом стали считать годы от прихода в Хорезм Сиявуша, сына Кайкауса и воцарения там Кейхусрау и его потомков, который переселился в Хорезм и распространил свою власть на царство тюрков. Это было 92 года (от начала) заселения Хорезма».
С III века нашей эры в Хорезме отмечены представители народа гуннов. Некоторые исследователи относят гуннский язык к тюркским.
Во второй половине VI — первой половине VII вв. Хорезм находился в определённой зависимости от Тюркского каганата; соответственно, тюркоязычный компонент населения Хорезма в этот период и был представлен в основном тюрками.
C VII века Хорезм был тесно связан с другим тюркским государством — Хазарским каганатом, происходили процессы миграции населения. Хорезмийцев было много в составе гвардии хазарского хакана. Большую роль играли купцы-хорезмийцы.
Персидские авторы географы X века упоминают хорезмийский город Баратегин. Судя по названию, город был населён или основан тюрками. Истахри называет его в числе 13 городов Хорезма, а ал-Макдиси включает его в число 32 городов Хорезма.

## Тюркский язык в эпоху Абу Рейхана Бируни
Выдающийся ученый и этнограф Бируни (973—1048) в своих произведениях (в частности, в труде «Памятники минувших поколений», написанном в Хорезме около 1000 года) приводит тюркские названия лечебных трав, месяцев, и годов по животному циклу, которые использовало тюркское население Хорезма. Бируни в своем произведении «Памятники минувших поколений», написанном в Хорезме около 1000 года, приводит тюркские названия годов по животному циклу, которые использовало тюркское население Хорезма: сичкан, од, барс, тушкан, луй, илан, юнт, куй, пичин, тагигу, тунгуз. В этом же сочинении он приводит названия месяцев по-тюркски: улуг-ой, кичик-ой, биринчи-ой, иккинчи-ой, учинчи-ой, туртинчи-ой, бешинчи-ой, олтинчи-ой, йетинчи-ой, саккизинчи-ой, токкузинчи-ой, унинчи-ой.
Часть хорезмийцев уже в XIII в. была двуязычной. В XIV в. процесс вытеснения хорезмийского языка тюркским языком завершился. В хивинских говорах узбекского языка отмечены лишь немногие слова хорезмийского происхождения, например, яп - «оросительный канал, арык».
Формирование огузских говоров узбекского языка тесно связано с миграциями огузских племен на протяжении XI—XIII вв.
В X веке огузские племена, принявшие ислам, были известны под названием туркмен, проживали в низовьях Сырдарьи.
Средневековые авторы упоминают куджат-арсланов (другой вариант — кочат) — тюркское племя, осевшее в Хорезме. С завоеванием Хорезма Махмудом Газневи здесь начинается правление тюркской династии Алтунташей. В начале XIII века доминирующим языком в Хорезме был тюркский. Так, в юридическом сочинении аз-Захиди (XIII век) сказано: «Если хорезмиец, скажем: эр оглум…». По свидетельству Плано-Карпини, в XIII веке в Хорезме говорили «команским языком». В XIV веке ибн Баттута называл Ургенч тюркским городом.

## Чагатайско-тюркский язык в Хорезме
Хорезм стал одним из центров зарождения литературного языка тюрки, преемственного от караханидского…. Сведения о хорезмском тюркском языке известны по филологическому сочинению «Муқаддимат ул-адаб» хорезмского арабиста Махмуда аз-Замахшари, где приведено более 6000 слов из лексики хорезмско-тюркского языка.
Исследователи изучая памятники тюркских письменных памятников Хорезма XIII—XIV веков пришли к выводу о том, Хорезмийский тюркский язык зависел от тюркского караханидского, а затем уступил место чагатайского тюркскому языку в конце XIV века. Хорезмийский тюркский язык имеет большое значение в истории тюркского языка, потому что он является языком перехода от тюркского караханидского к тюркскому чагатайскому.
Исследователи выделяют разные этапы развития чагатайского языка: Хорезмский тюркский или ранний чагатайский (XIII—XIV вв.), Классический и поздний чагатайский (IX—XIII / XV—XIX века) и современный узбекский язык. По мнению М. Ф. Кёпрюлю Хорезмский тюркский является прямым предшественником классического чагатайского языка.
В Тимуридскую эпоху, а также в Хивинском ханстве государственным языком оставался чагатайский язык. Алишер Навои, рассказывая в «Собраниях редкостных людей» («Маджалис ун-нафаис») о Хусейне Хорезми, ученике и последователе хорезмца Ходжа Абульвафа, говорит следующее: «… он дал толкование на месневи и также на касыду „бурдэ“ по-хорезмски на тюркском языке (хоразмийча турк тили била)».
Одним из известных хорезмийских тюркских поэтов был Хафиз Хорезми (начало XV века), стихи которого свидетельствуют о его близости ко двору тимурида Ибрагима: «Гулистон юзли, эй сокий, санинг ишинг манга жондур. Ичали боданиким, даври Иброхими Султондур…» (перевод: О кравчий, мною ты любим — жизнью вся душа полна, Ведь нынче правит Ибрагим, и нужно нам испить вина).
Хафиз Хорезми считал себя хорезмийским тюркским поэтом, например, «Тенг бўла билмас эди Хофиз била Хоразмда, Туркий айта тирилур бўлса бу дамда Санжарий» (перевод: Никто в Хоразме не сравнится с Хафизом, спевшим тюркский стих, Смог бы Санджари вновь явиться — тот сложил бы стих иной)

## Чагатайско-тюркский язык Хорезма в XVI-XIX вв.
В первой половине XV века в Хорезм переселились узбекские племена во главе с Абулхайр-ханом, а позже во главе его потомками и родственниками Шейбанидами, которые основали династию управлявшую Хорезмом с 1510 по 1920 гг. Хорезм был центром поэзии, историографии и переводческой деятельности на чагатайском языке хорезмских узбеков.
Первой известной хроникой эпохи Шибанидов, сочиненной в Хорезме, является „Чингиз-наме“ Утемиш-хаджи, который был выходцем из влиятельной узбекской семьи, бывшей в служении у Ильбарсхана (1511—1518). Единственное известное его сочинение, „Чингиз-наме“, написано на чагатайском (староузбекском) языке в 1558 году по поручению Шейбанида Иш-султана (убит в 1558 году). Книига основана на устных преданиях, бытовавших среди кочевых узбеков. Автор много странствовал по Хорезму и Дешт-и-Кипчаку, поэтому его повествование в значительной степени основывается на рассказах очевидцев.. Хроника Утемиш-хаджи послужила важным этапом хорезмской историографической школы..
Узбекский историк, правитель Хорезма шибанид Абулгази-хан (1603—1664) известен как автор двух исторических сочинений на староузбекском языке: «Родословная туркмен» (закончена к 1661) и «Родословная тюрок». Они были напечатаны в Казани, 1852 г., и в Петерб., 1871 г..
Узбекский историк Хорезма Мунис Шермухаммад 1778 — 1829) был автором исторического труда на чагатайско-тюркском языке «Райский сад счастья».
Примерно с XVI века как к разговорному, так и к письменному языку Хорезма применяется термин узбекский. Арминий Вамбери, посетивший Среднюю Азию в 1863—1864 гг., пишет следующее: «Хотя я старался употреблять узбекский язык вместо непонятного здесь стамбульского диалекта, государь велел себе кое-что перевести». «Величайший узбекский поэт Навои известен всем и каждому, но не проходит ни одного десятилетия, чтобы не появился лирик второй или третьей величины. В Хиве я познакомился с двумя братьями. Один брат, Мунис, писал стихи, некоторые из них я собираюсь позже издать; второй, Мираб, с величайшим терпением переводил на узбекско-тюркское наречие большой исторический труд Мирхонда, чтобы сделать его более доступным для своего сына, владевшего, впрочем, и персидским языком».
В феврале 1920 году хан Хивы отрекся от престола, была создана Хорезмская Народная Советская республика (ХНСР). В октябре 1923 года она была преобразована на Хорезмскую Советскую Социалистическую Республику (ХССР). В ходе национального размежевания 1924—1925 гг. ХССР была ликвидирована. Центральная часть бывшего Хивинского ханства, населенная узбеками, вошла в состав Узбекской ССР. Часть хивинских узбеков оказалась в составе Туркменской ССР (ок. 105 000 человек) и Каракалпакской АССР (84 099 человек). В Хорезмской области, как и по всему Узбекистану, был введён современный узбекский литературный язык с более либеральными, чем в классическом языке, нормами.

## Распространение и классификация
Хорезмский диалект, состоящий из нескольких говоров, сохранился в древнем регионе Хорезм, который включает, помимо Хорезмской области Узбекистана, Дашогузский и Лебапский велаяты Туркменистана, южные районы Республики Каракалпакстан, населенные этническими узбеками — Амударьинский, Берунийский, Турткульский и Элликкалинский районы.
Традиционная географическая классификация огузского наречия узбекского языка включает следующие группы говоров:
- Хорезмская область Узбекистана и сопредельные районы Туркменистана:
  - ургенчско-хивинская (хивино-узбекские говоры);
  - хазараспско-янгиарыкская.
- Республика Каракалпакстан:
  - турткульско-сарибийская.
- Бухарская область Узбекистана:
  - каракульско-алатская.
- Южноказахстанская область Казахстана:
  - икано-карабулакская;
  - карамуртская[1].

Каракульско-алатская группа говоров является смешанной огузско-карлукской, ощутившей кроме того ещё сильное влияние таджикского языка. В турткульско-сарибийской группе говоров имеются заметные кыпчакские элементы.

## Характеристика
В современном облике огузских говоров узбекского языка, особенно в южнохорезмских говорах, нашли отражение многовековые и сложные глотто-этнические процессы, протекавшие в регионе. Огузские элементы отразились главным образом в фонетике (переходы t>d, k>g) и лексике (уникальная огузская лексика).
Поскольку распространение в Хорезме тюркского языка сопровождалось вытеснением восточноиранского хорезмийского языка без промежуточного перехода на новоперсидский, южнохорезмские говоры являются единственными среди тюркских диалектов, имеющими уникальные заимствования из восточноиранского, в данном случае — хорезмийского языка (аrna — большой канал; yab/yap — малый канал). Как известно, восточноиранские, в частности согдийские заимствования в других тюркских языках относятся к периоду до их распада, то есть являются общетюркскими.
Кыпчакские говоры Хорезмской области и Республики Каракалпакстан распространились намного позднее — в XV—XVI вв.

## Фонетика
Фонетические особенности огузского диалекта:
- наличие контрастирующих гласных и частичное сохранение сингармонизма;
- различение кратких и долгих гласных (и — и:; а — а:; о — о:; у — у:): at — лошадь, a: d — имя; ал — бери, а: л — красный;
- озвончение анлаутных к, т: гу: з (ср. куз) «осень»; до: л (ср. тол) «ива»; dəpə (ср. тепа) «холм»;
- отпадение конечных к, қ: kаttı (ср. қаттиқ) «твёрдый»; аjjı (ср. аччиқ) «горький»;

В отдельных случаях сохранились другие особенности огузских языков, как например переход *m>b: бурч (ср. мурч) «чёрный перец».

## Морфология
- аффикс родительного падежа -ин/-ын, а направительного падежа -а/-а;
- окончание глагола в настоящем времени длительного действия имеет форму -йатыр: гелэатыр (ср. келяпти) «идет»;
- окончание глагола будущего времени имеет форму -жак: гележак (ср. келади) «придет»;
- форма намерения глагола имеет следующее дополнение: -али, галали (гелели), борали (барали).

## Лексика
В плане лексики огузские группы говоров Хорезмского региона и Бухарской области имеют большое сходство с бухарско-самаркандскими группами говоров карлукско-чигильского наречия узбекского языка: хорезмское пишик — бухарско-самаркандское пишак — общеузбекское мушук «кошка»; хорезмское занги — бухарско-самаркандское шоти — общеузбекское нарвон «стремянка».
Во всех группах говоров огузского наречия имеется уникальная огузская лексика. Немало в них и кыпчакских элементов. Огузские говоры Хорезма содержат ряд хорезмийских (арна — большой канал; ёб/ёп — малый канал) и туркменских (тугул — не, не только) заимствований.
Элементы огузской лексики отразились в узбекском литературном языке. Ещё в поэзии XIV—XV вв. использовались отдельные огузские имена и глагольные формы, которые способствовали сохранению звучности стиха, крайне важного для средневековой поэтической метрики: ўлдим вместо бўлдим «был», гунаш вместо қуёш «солнце», кўрмишам вместо кўрдим, кўрибман «увидел», истарам вместо истайман «хочу» и др. Эта закономерность сохраняется и в современной узбекской поэзии. Такие слова, как арна, ёп, шоти, чўрак, қумри, сўқи, тугул, вошли в словарный запас современного узбекского литературного языка.

## В культуре
Хорезм издревле славился как центр поэзии и музыки. Говоры Хорезма по сей день популярны в качестве языка традиционной культуры. В Хивинском ханстве сложилась своя музыкальная школа. Большое количество певцов из Хорезма исполняют классические узбекские песни на этом диалекте. Огромной популярностью у всех узбеков пользуется уникальная хорезмская композиция «лазги» — она входит в репертуар всех исполнителей и обязательно звучит в узбекских свадьбах от Хорезма до Южного Кыргызстана. Молодые певцы из Хорезма создают эстрадные песни на своем говоре.
Известные исполнители:
- Атаджан Худайшукуров (народный артист Узбекской ССР);
- Бобомурод Ҳамдамов;
- Комилжон Отаниёзов;
- Рахматжон Курбанов;
- Ортик Отажонов;
- Оғабек Собиров;
- Анвар Собиров;
- Феруза Жуманиёзова[англ.];
- Хулкар Абдуллаева;
- Ирода Искандарова.

В Хорезмской области до сих пор развивается школа народных исполнителей. В Хорезме они называются «халпа». Исследователями записано и опубликовано свыше 100 поэм, исполненных хорезмскими народными исполнителями. Это — узбекский героический эпос «Алпомиш», цикл героических поэм «Гўрўғли» (всего около 40 поэм), любовная поэма «Тоҳир ва Зуҳра», узбекские варианты поэм «Саёд ва Ҳамро», «Ошиқ Ғариб ва Шоҳсанам», «Ойсулув», «Якка Аҳмад» и др. Образцы народных песен и поэм включены в школьную программу узбекской литературы.